# Betta pinguis
Betta pinguis — тропічний прісноводний вид риб з родини осфронемових (Osphronemidae), підродина макроподових (Macropodusinae).
Назва виду походить від латинського pinguis, що означає «товстий».
Входить до складу групи близьких видів Betta akarensis. Майже всі види цієї групи (B. akarensis, B. balunga, B. chini, B. pinguis, B. ibanorum, B. obscura) обмежуються островом Калімантан, лише B. aurigans живе на островах Натуна.
Місцеві рибалки використовують Betta pinguis як звичайну наживку на Chitala lopis, місцеву рибу з родини нотоптерових.

## Опис
Максимальний відомий розмір: 7,91 см стандартної (без хвостового плавця) довжини. Тіло міцне, голова тупа. Загальна довжина становить 145,5-153,5 %, довжина голови 31,3-31,7 %, висота тіла 30,6-31,6 %, преанальна (до початку анального плавця) довжина 44,7-46,3 % стандартної довжини, довжина нижньої щелепи 29,5-31,7 % довжини голови.
Хвостовий плавець ланцетний, спинний та анальний загострені, черевні нитчасті. В анальному плавці 2 твердих і 26-27 м'яких променів (всього 28-29), у спинному 1 твердий і 7-8 м'яких (всього 7-9 променів). Довжина основи анального плавця становить 54,5-56,8 %, довжина основи спинного плавця 11,6-14,1 % стандартної довжини. Хребців 31-32, 31½ -32½ бічних луски.
В самців промені анального плавця подовжені, а на хвостовому плавці трохи подовжені центральні промені.
Забарвлення світло-коричневе з білою смугою над бічною лінією шириною приблизно в три ряди лусок. Чорна смужка проходить від нижньої щелепи через око до краю зябрової кришки. Під нею розкидано безліч чорних цяток та коротких смужок. Серед представників групи видів B. akarensis у Betta pinguis пігментація зябрових кришок є найсильнішою. Непарні плавці білі по краю. На міжпроменевих мембранах спинного та хвостового плавців присутні вузькі чорні поперечні смужки.

## Поширення
Вид відомий із середньої частини басейну річки Капуас (Індонезія, провінція Західний Калімантан). Його присутність зафіксована лише в одному відомому місці, територія поширення оцінюється в 4 км².
Типові зразки B. pinguis були спіймані рибалками в невеликому чорноводому струмку, що протікає серед деградованого лісу. Інформація про місця проживання виду відсутня. Передбачається, що він пов'язаний з чорноводними водоймами торфових болотних лісів.
Стенотопними (зустрічаються в тих самих водоймах) видами бійцівських рибок є B. enisae та B. dimidiata, перша зустрічається тут у великій кількості, B. dimidiata — лише одиниці.

## Утримання в акваріумі
Цей вид спостерігався в торгівлі декоративними рибами в Сінгапурі, але він не є поширеним в акваріумах. Про умови утримання Betta pinguis інформація відсутня.